# Olympiaschwimmhalle
L'Olympiaschwimmhalle (in italiano piscina olimpica) è una piscina situata nel parco olimpico a Monaco di Baviera. La piscina è stata progettata dall'architetto Günter Behnisch. Nel 1972 qui ebbero luogo i Giochi della XX Olimpiade che videro Mark Spitz vincere 7 medaglie d'oro. La piscina possedeva al tempo 9000 posti spettatori. Oggi sono stati ridotti a 1500.